# Stazione di Via Nocera
La stazione di Via Nocera è una stazione della ferrovia Circumvesuviana, sita nel comune di Castellammare di Stabia.
Si trova sulla ferrovia Torre Annunziata-Sorrento.

## Storia
La stazione, inaugurata nel 1934, è composta da un unico binario passante e posta tra due passaggi a livello. 
Deve il nome alla strada sulla quale sorge, originariamente denominata "via Nocera" (oggi via Giuseppe Cosenza). 
Situata nella parte centrale della città, Via Nocera è una delle fermate più frequentate dell'intera linea. Vi fermano tutti i treni diretti a Sorrento e a Napoli.
In previsione dell'attuazione del progetto di raddoppio della tratta tra le stazioni di Torre Annunziata e Castellammare di Stabia, la stazione sarà soppressa e spostata di un centinaio di metri in direzione Napoli, cambiando anche denominazione in "Stabia Scavi".

## Servizi
La stazione dispone di:
- Biglietteria
- Accessibilità per portatori di handicap